# Christian Otero
Christian Felipe Otero González, noto semplicemente come Christian Otero (Cali, 30 luglio 1991), è un giocatore di calcio a 5 colombiano.

## Carriera
Otero ha disputato la Coppa del Mondo 2016 conclusa dalla nazionale colombiana agli ottavi di finale.

## Palmarès

### Competizioni nazionali
- Liga Colombiana de Fútbol Sala: 1

Deportivo Lyon: Apertura 2011